# Dobrý pastýř (Marius Kotrba)
Dobrý pastýř je vysoká bronzová plastika sousoší, kterou vytvořil český akademický sochař Marius Kotrba (1959–2011). Plastika se nachází u vesnice Podhoří (Lipník nad Bečvou) u dálničního úseku Lipník nad Bečvou – Hranice na dálnici D1 v okrese Přerov v Olomouckém kraji.

## Další informace
Marius Kotrba získával informace a konzultoval návrhy díla Dobrý pastýř také s evangelickým farářem Vladimírem Kopeckým. Tématem se stala pasáž z Bible z Nového zákona z 10. kapitoly Evangelia podle Jana o Dobrém pastýři. Jednou symbolickou rovinou díla je tedy Ježíš Kristus jako dobrý sebeobětující a chránící pastýř, který se dobře stará a pečuje o ovce – lidi. Dobrý pastýř je bronzové sousoší téměř 4 m vysoké kráčející postavy pastýře s pastýřskou holí a ovce, která se k postavě vine. Sousoší má hmotnost cca 1300 kg, je na vyvýšeném místě a je dobře viditelné pro řidiče z dálnice. Druhou symbolickou rovinou díla je ochrana řidičů na cestách. Pastýř je symbolem dobré péče zaručující řád a život a zároveň má řidiče-člověka vést a chránit, protože by bez něj sešel z cesty, zabloudil, nedojel či havaroval. Třetí symbolickou rovinou díla je námět pastýře přicházejícího s ovečkou z Valašska (odkud pochází Marius Kotrba) a dívajícího se na dálnici a do Moravské brány. Smutným paradoxem je, že autor sousoší sám zemřel v autě, když dostal infarkt. Plastika byla vytvořena v dílně uměleckého lití Waller-Matějíček v Moravských Knínicích. Dílo bylo instalováno v roce 2011 po autorově smrti.
V roce 2017 bylo dílo poničeno zloději kovů.
Dobrý pastýř symbolicky navazuje na Kotrbovu „podobnou“ sochu Svatého Kryštofa – patrona lidí na cestách, která stojí v blízkosti dálničního obchvatu Olomouce.

## Galerie

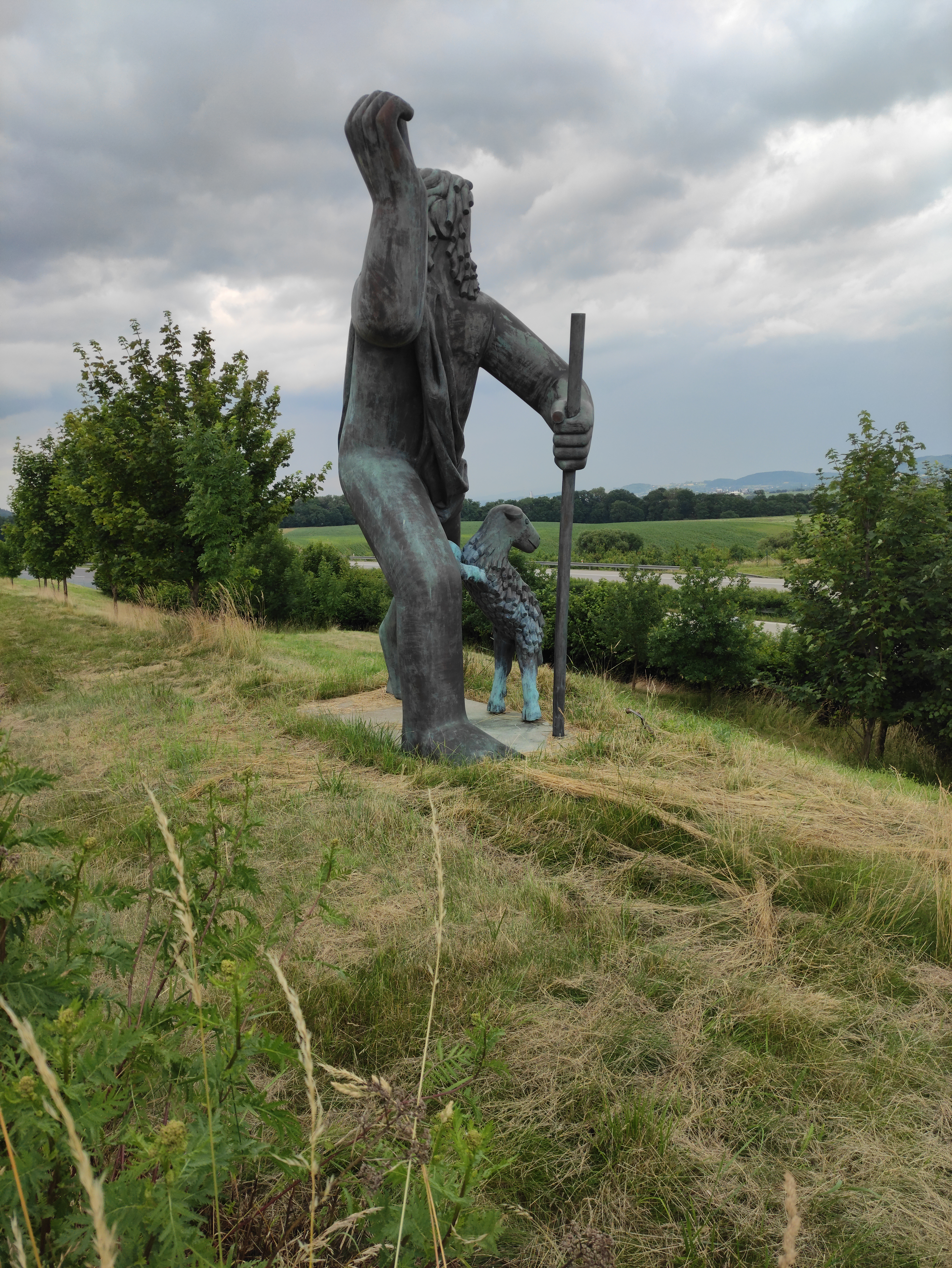
Pohled na dílo směrem k dálnici, Bečevské bráně a Maleníku
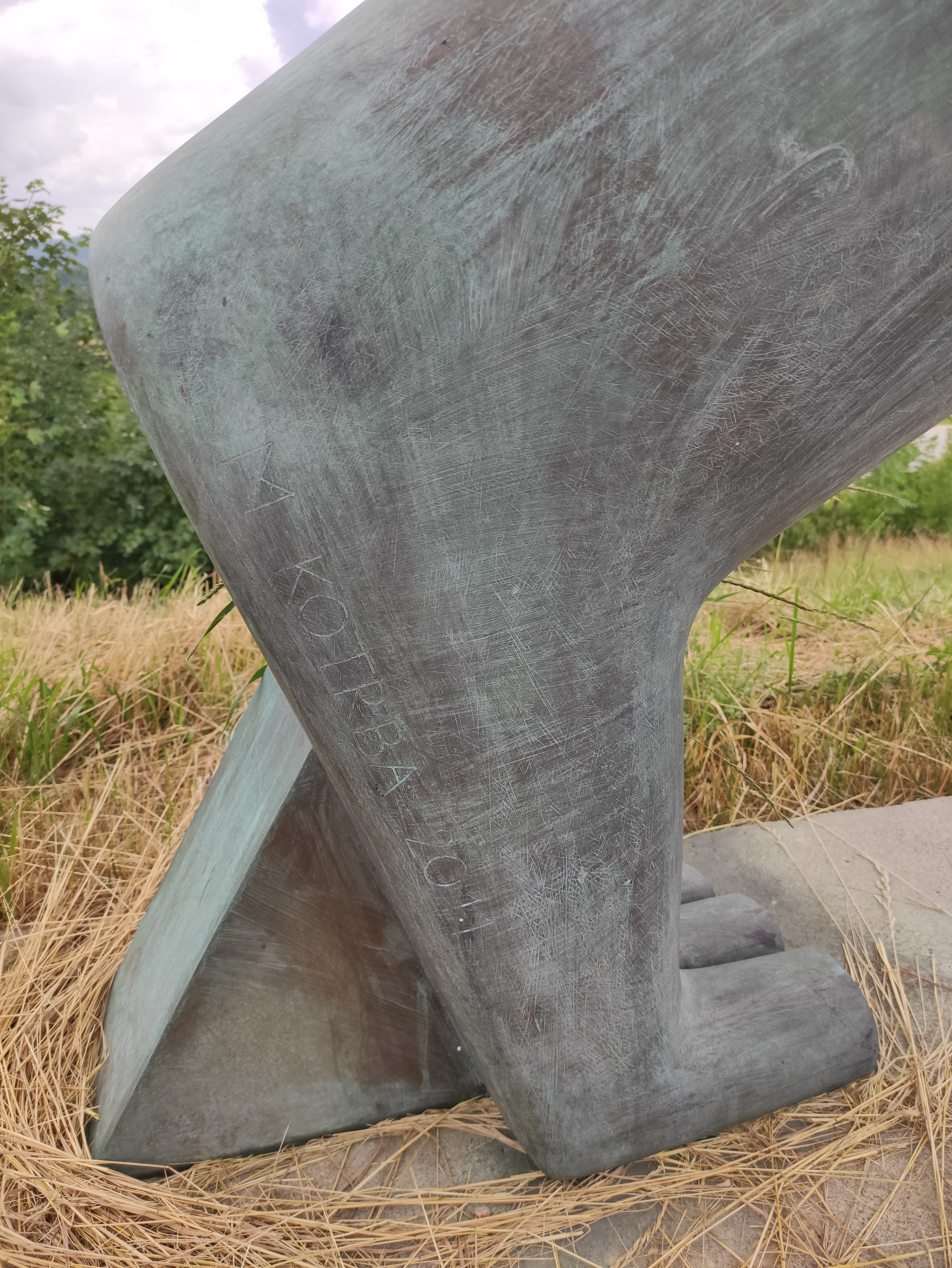
Detail uchycení části sochy